# Nadadouro
Nadadouro es una freguesia portuguesa del municipio de Caldas da Rainha.

## Demografía
| Gráfica de evolución demográfica de Nadadouro entre 1960 y 2011 |
|                                                                 |
| Fuente ISTAT                                                    |